# ملفاف
اَلْمِلْفافُ (الجمع: مَلَافِيف)، تسمى في بعض المراجع بمِلْفافُ الرَفْعِ مع أنه لا يُستخدم فقط في الرفع، يسمى بشكل غير دقيق المِرفاع أو الرافعة، وتُعرَّب إلى الوِنش (بالإنجليزية: Winch)‏، جهاز ميكانيكي يستخدم للسحب أو الإفلات أو لضبط شد الحبل أو الكبل.
يتكون أبسط طراز منه من بكرة أو أسطوانة متصلة بمرفق يد.تُراكم الرافعات على السفن الأسلاكَ أو الحبالَ على البكرة ؛ أما تلك التي لا تتراكم وتمر على السلك / الحبل (انظر صورة اليخت أعلاه) فتسمى الرحوية، وقُد يطلق على الرحوية اسم المرفاع. الروافع هي أساس الآلات مثل شاحنات الجر ومجارف البخار والمصاعد. تحتوي التصميمات الأكثر تعقيدًا على مجموعات أتراس تُشغل بواسطة محركات كهربائية أو سائلية أو هوائية أو محركات احتراق داخلي. قد يشتمل على مكابح لولبية و / أو مكابح مكنية أو سقاطة ومسكة تمنعها من الفك ما لم يُسحب المخلب.

## الصور

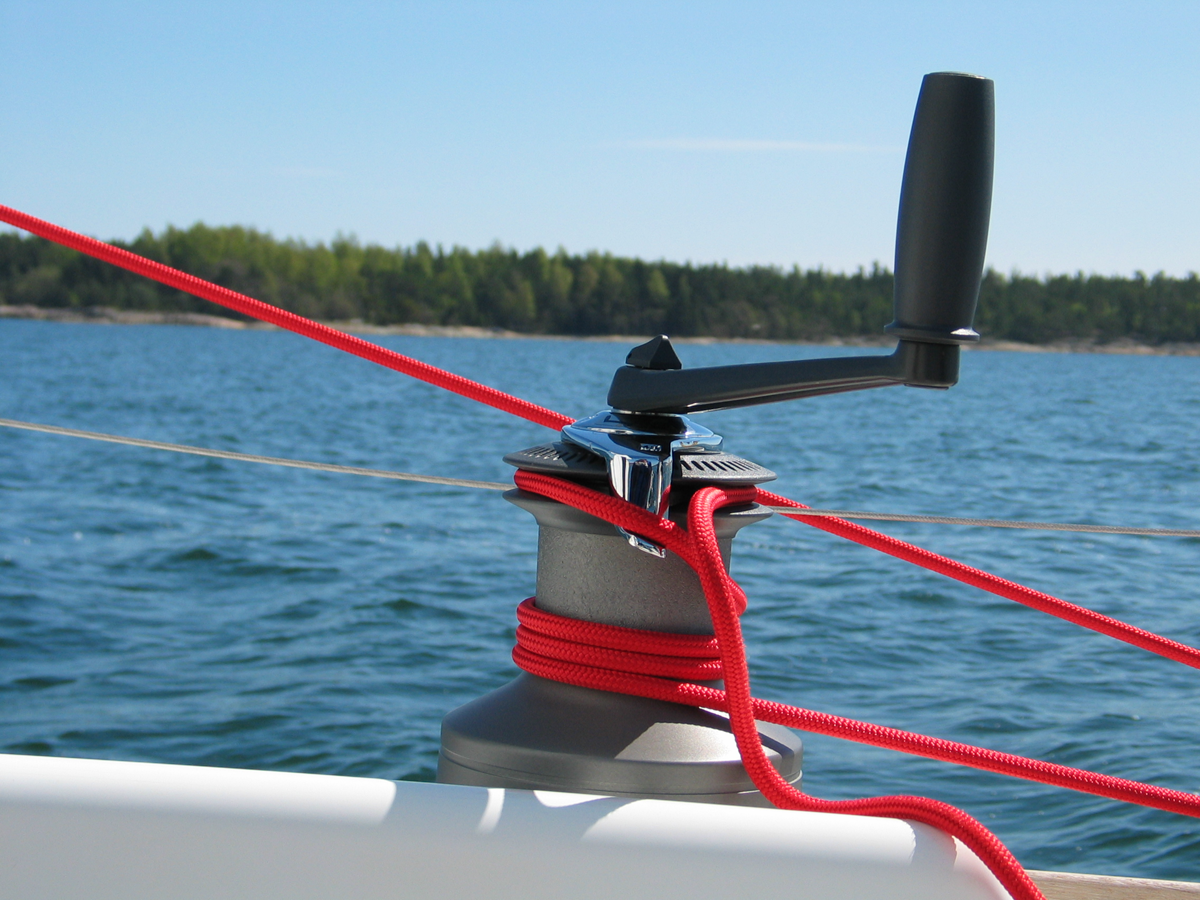
ونش على مركب شراعي
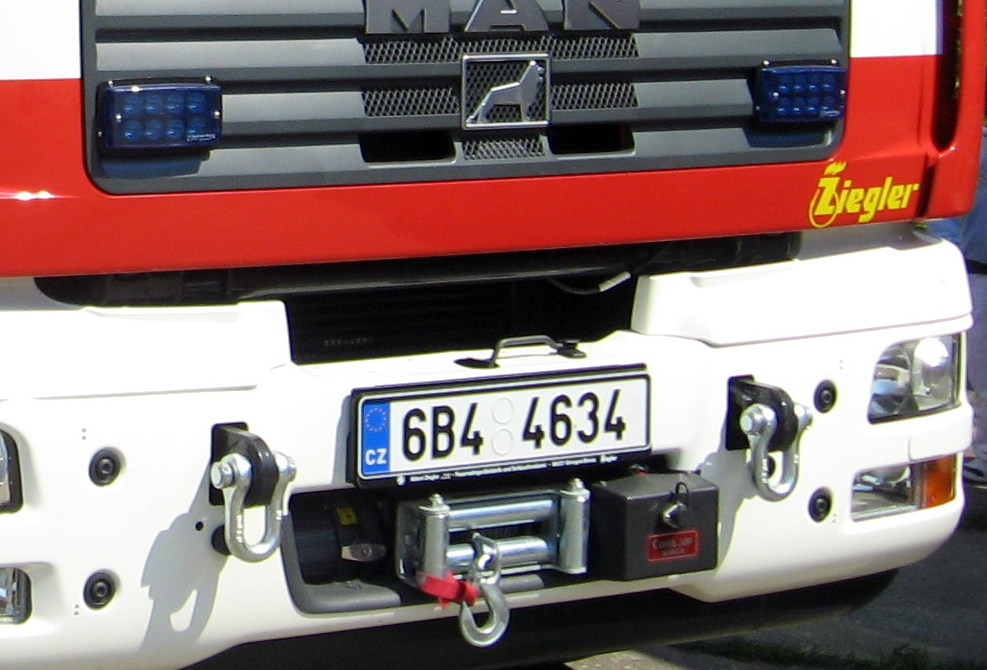
مقدمة سيارة إطفاء من نوع مان مزود بوِنْش مدمج، لسحب السيارات التالفة بعد وقوع حادث على سبيل المثال
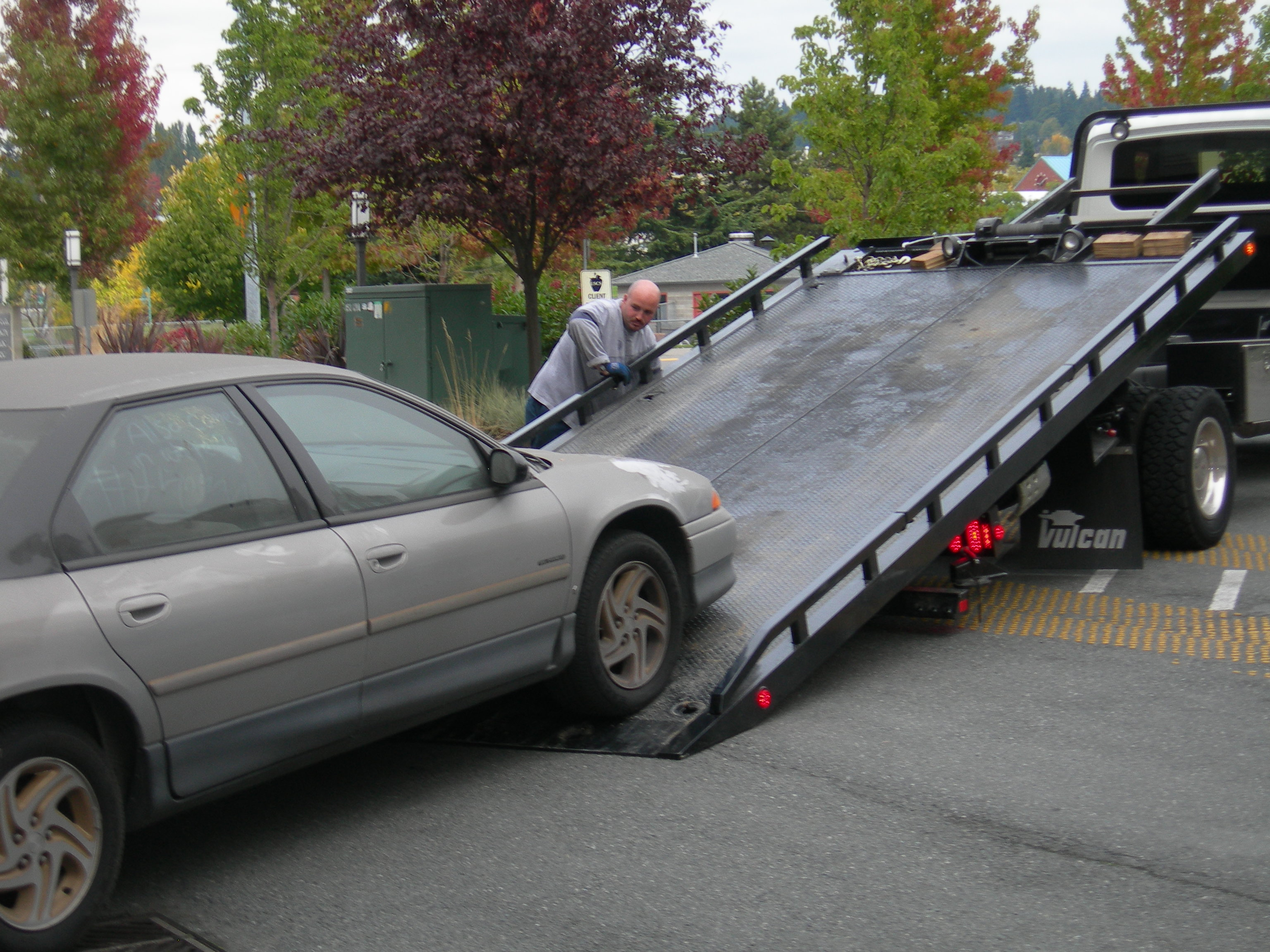
رفع السيارة على شاحنة السحب
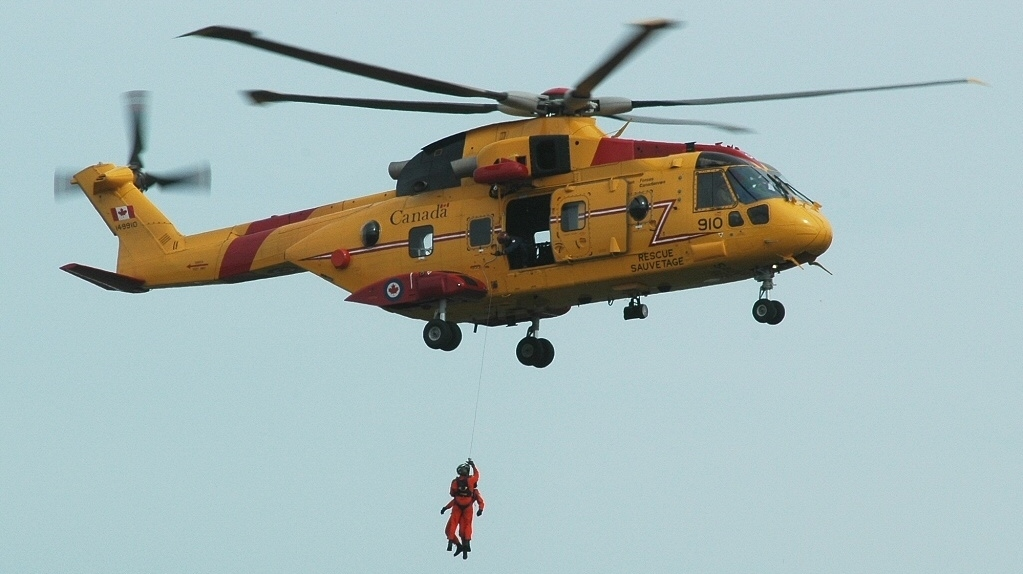
مروحية إنقاذ الغاق مع فريق إنقاذ على مرفاع